# Stefano Fiorentino
Pour les articles homonymes, voir Fiorentino.

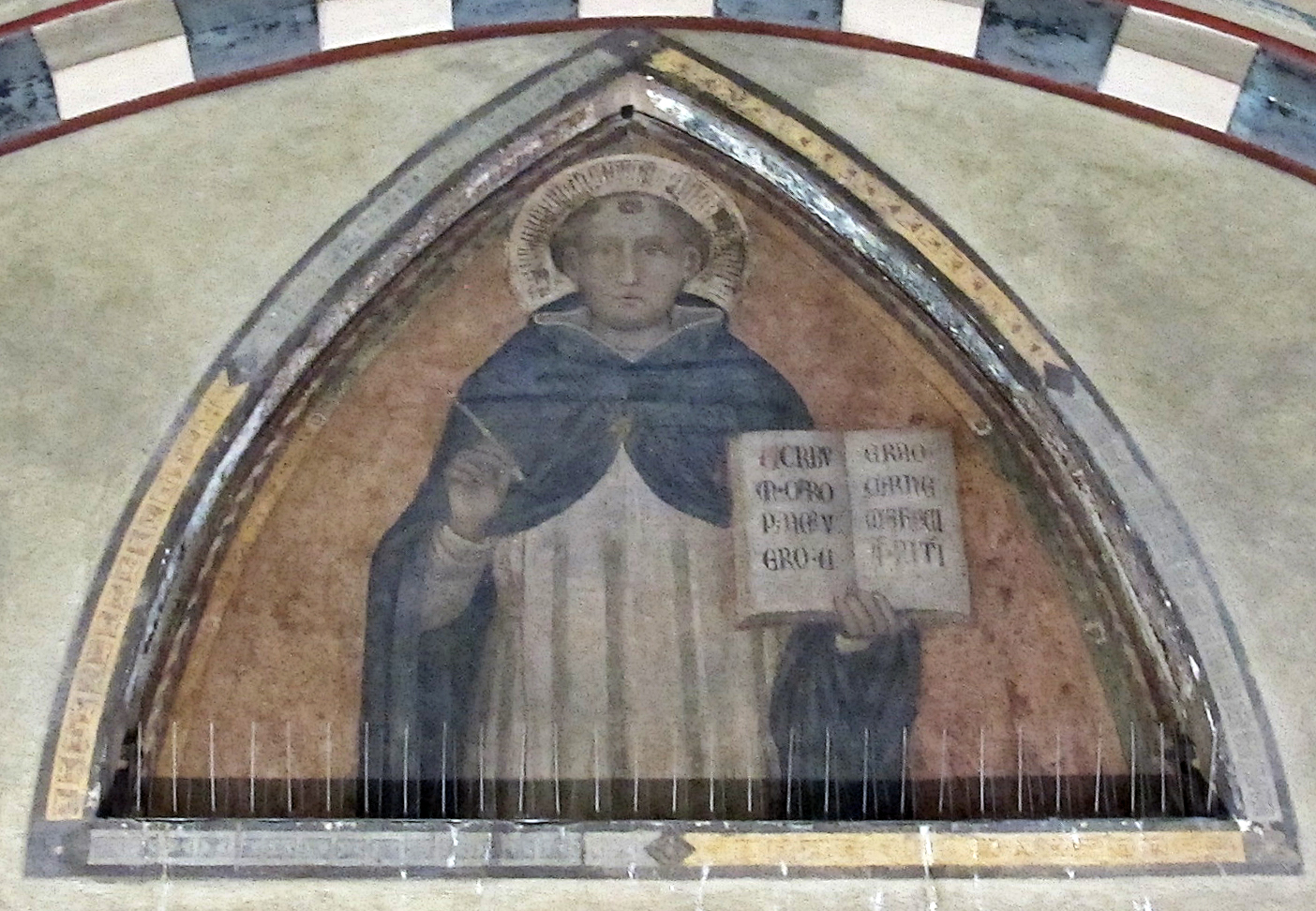
Saint Thomas d'Aquin du Chiostro dei Morti de Santa Maria Novella.

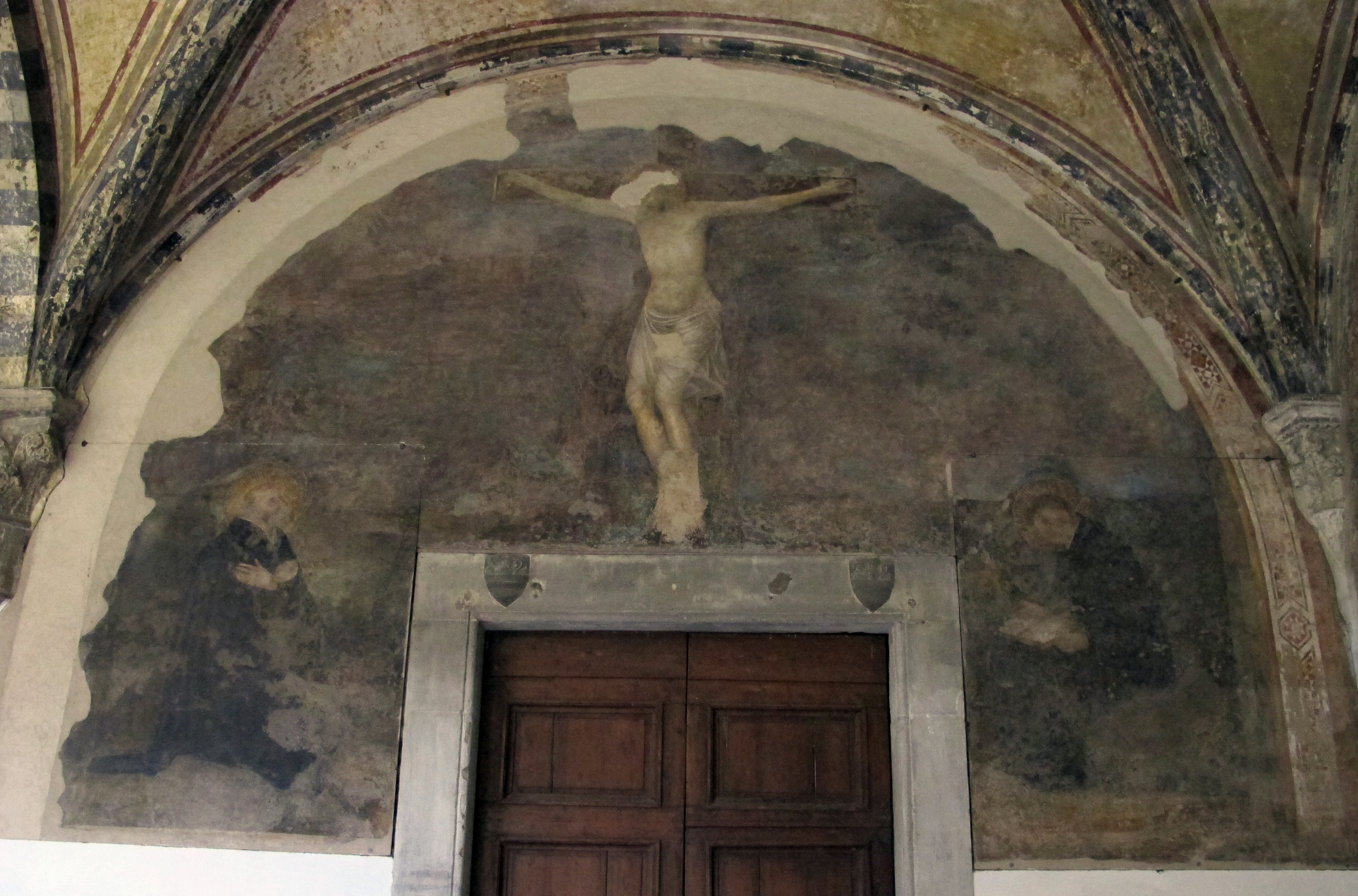
Christ en croix au Chiostro Verde.

Stefano Fiorentino ou Stefano di Firenze, ou Stéphane de Florence, est un peintre italien du Trecento (XIVe siècle italien).

## Biographie
S'il est cité dans de nombreuses sources écrites, aucune œuvre certaine ne lui est connue, et son activité reste un mystère.
Il est nommé pour la première fois dans un document de Pistoia remontant à 1347, où il est indiqué comme auteur du retable du maître-autel de l'église San Giovanni Fuorcivitas de Pistoia (disparu).
Il est cité également dans une nouvelle de Franco Sacchetti, écrite entre 1388 et 1395.
Lorenzo Ghiberti lui attribue, dans ses Commentarii, des fresques à Assise et à Florence  dont l'incomplète Gloria celeste (détruite en 1622), citée également par Vasari, qui la situe dans la chapelle majeure de l'église inférieure de la basilique.
À Assise également, un groupe de fresques, d'allégories franciscaines, montre une considérable maîtrise de la couleur, de la narration et de l'expressivité des figures qui est habituellement attribuée à un soi-disant « parente di Giotto », que certains critiques indiquent comme Stefano lui-même.
À Florence Ghiberti, lui attribue un portrait de saint Thomas d'Aquin sur la porte du cimetière de Santa Maria Novella  sur le passage vers le Cloître des morts, et une autre peinture, Gli angeli ribelli (détruite en 1574).
Vasari le présente comme père de l'énigmatique peintre Giottino.
Stefano di Firenze aurait eu un fils, Tommaso, celui-là même qui a laissé une pietà à San Remigi de Florence ainsi que quelques fresques à Assise et serait mort dans sa ville natale en 1350.

## Critiques
La notoriété du personnage est dans un premier temps attestée par Franco Sacchetti dans son Trecentonovelle datant de 1399 : « Quel était le plus grand maître en peinture, quoi d’autre, qui a été de Giotto à l’extérieur? - Certains disent que c’était Cimabue, d'autres Stefano, d'autres encore Bernardo ou Buffalmacco (...). »
Landino et Albertini témoignent qu'il fut nommé la scimmia della Natura autrement dit le singe de la nature pour sa capacité à singer la nature, à savoir, à en restituer l'exacte image.

« Stephanus dictus nature simia, tanta ejus imitatione valuit… »

— Arcivio Storico.
Dans son Liber de origine Florentinae et eiusdem famosis civibus (1375–1404), Filippo Villani, rejoint cette critique en écrivant qu'il fut « un singe (scimmia) obsédé par la copie de la nature dans ses plus simples détails. » (una "scimmia" ossessionata dalla mimesi della natura sin nel più piccolo dettaglio).
Luigi Lanzi dit de lui que la nature l'avait fait avide des difficultés de son art et aucun autre n'avait plus que lui éprouver le désir le plus vif de les surmonter. Aussi ajoute-t-il qu'il fut le premier à s'essayer aux raccourcis en peinture, et que s'il ne parvint pas aux résultats escomptés, il contribua tout de même à améliorer les représentations en perspective des architectures dans la peinture de son époque.
Giorgio Vasari lui consacre une biographie dans ses Vies, où il définit l'artiste comme « le plus habile de tous les peintres qui avaient vécu jusqu’alors », dépassant Giotto lui-même, dont il fut le petit-fils et l'élève.
« 
il fut regardé comme le plus habile de tous les peintres qui avaient vécu jusqu’alors. Il exécuta à fresque, dans le Campo-Santo de Pise, une Vierge dont le coloris et le dessin l’emportaient sur ceux de Giotto. Dans le cloître de Santo-Spirito, à Florence, il décora également à fresque trois petits arceaux, dont le premier représente le Christ transfiguré avec Moïse et Élie. Les draperies qui couvrent les trois apôtres laissent deviner le nu ; difficulté qui, comme je l’ai déjà dit, n’avait encore préoccupé aucun artiste, pas même Giotto. Le second arceau montre le Christ délivrant une femme possédée du démon. Dans cette composition, on remarque un édifice en perspective, dont les portes, les colonnes, les fenêtres, les corniches et les moindres détails dénotent un art tout à fait nouveau, et un tel sentiment des bonnes proportions, que l’on ne peut hésiter à reconnaître que Stefano ait commencé à comprendre la perfection qui distingue le style moderne. On y trouve, entre autres choses, un escalier qui réunit à un si haut point tous les genres de commodité et de beauté, que le magnifique Laurent de Médicis voulut qu’on en imitât exactement le dessin, pour exécuter les escaliers extérieurs du palais de Poggio-a-Caiano. Stefano choisit pour sujet de sa troisième fresque le Christ délivrant saint Pierre de la fureur des eaux. On croit entendre l’apôtre s’écrier : Domine, salva nos, perimus, tant il règne de vérité dans cet ouvrage bien supérieur aux deux autres par la souplesse des draperies, la vivacité des têtes, l’expression et la beauté des attitudes. Malgré les injures du temps, on distingue encore, quoique difficilement, les diverses émotions qui agitent les apôtres pendant qu’ils luttent contre la furie des vents et des ondes. Combien ce tableau ne dut-il pas, dans son temps, remplir d’étonnement la Toscane entière, puisque aujourd’hui même il est l’objet de l’admiration des connaisseurs !
Stefano peignit ensuite, dans le premier cloître de Santa-Maria-Novella, un saint Thomas d’Aquin à côté d’une porte, près de laquelle il avait fait un Crucifix, qui plus tard fut gâté par des peintres, qui cependant avaient la prétention de le restaurer. Dans une chapelle du même couvent, il commença, mais laissa inachevée, la représentation du châtiment attiré sur les anges rebelles par l’orgueil de Lucifer  (2). Plusieurs de ces figures offrent des raccourcis qui prouvent qu’il cherchait à surmonter ces difficultés qui firent la gloire de ses successeurs. Ses efforts ne furent point complètement infructueux, aussi les artistes le surnommèrent-ils « le singe de la nature (scimmia della natura)  (3). »
Quelque temps après, Stefano se rendit à Milan où il entreprit de nombreux travaux pour Matteo Visconti ; mais il ne put les mener à fin, car, le changement d’air l’ayant rendu malade, il fut forcé de retourner à Florence. Il ne tarda pas à y recouvrer la santé, et à se mettre à peindre à fresque, dans la chapelle degli Asini de l’église de Santa-Croce, le martyre de saint Marc. Cette composition renferme un grand nombre de figures qui ne manquent pas de mérite. Sa qualité d’élève de Giotto le fit ensuite appeler à Rome, où il exécuta, entre les fenêtres de la grande chapelle de San-Pietro, plusieurs sujets tirés de la vie du Christ, avec une telle habileté qu’il s’approcha beaucoup de la manière moderne, et qu’il se montra bien supérieur à son maître Giotto dans le dessin et toutes les autres parties de la peinture. À Araceli, il fit à fresque sur un pilier, près de la grande chapelle à main gauche, un saint Louis qui lui valut de justes éloges, car jusqu’alors aucun peintre, sans en excepter Giotto, n’avait su imiter la nature avec autant de vérité (4). Stefano avait une extrême facilité pour dessiner, comme l’on peut s’en convaincre par un de ses dessins que nous conservons dans notre recueil et qui représente sa Transfiguration du cloître de Santo-Spirito. Dans la grande chapelle de l’église souterraine de San-Francesco, à Assise, il commença à fresque une gloire céleste, qui est restée inachevée, mais dont quelques parties ne laissent rien à désirer, telles que cette rangée circulaire de saints et de saintes que l’on est porté à attribuer à un pinceau plus moderne que celui de Stefano. Dans les airs s’élève un chœur d’anges qui portent des figures théologiques. Le milieu de la composition est occupé par un Christ en croix sous lequel est saint François entouré d’une multitude de saints. En outre, Stefano couvrit la bordure de ce tableau d’anges tenant en main les églises décrites par saint Jean l’Évangéliste dans son Apocalypse. Ces anges sont si gracieux, que je suis étonné qu’il se soit trouvé dans ces temps un artiste capable de les exécuter. Certes, Stefano désirait vivement achever cet ouvrage, mais il fut forcé de retourner à Florence où ses affaires l’appelaient impérieusement. Afin de ne pas perdre son temps pendant le séjour qu’il y fit, il peignit pour les Gianfigliazzi, entre leurs maisons et le pont de la Carraja, dans un petit tabernacle, une Madone occupée à coudre, pendant qu’un petit enfant, assis à ses pieds, lui présente un oiseau. Stefano, après avoir arrangé ses affaires et terminé ce petit tabernacle, qui ne mérite pas moins d’éloges que ses plus importants travaux, fut appelé à Pistoia, en 1346, par la seigneurie de cette ville qui lui confia le soin de décorer la chapelle de Sant’-Iacopo. Il peignit sur la voûte Dieu le père avec quelques apôtres, et sur les murailles plusieurs sujets tirés de la vie de saint Jacques. Une de ces compositions représente la décollation du saint, et une autre, la femme de Zébédée suppliant le Christ de placer ses deux fils, l’un à sa droite et l’autre à sa gauche, dans le royaume des cieux.
 »